# Air Afrique
Air Afrique era una compagnia aerea panafricana, principalmente di proprietà di molti paesi dell'Africa occidentale per la maggior parte della sua storia. È stato istituito come vettore internazionale ufficiale per l'Africa occidentale e centrale francofona, perché molti di questi paesi non avevano la capacità di creare e mantenere una compagnia aerea nazionale, e aveva la sua sede ad Abidjan, in Costa d'Avorio. Il vettore era un membro della International Air Transport Association (IATA) e del più piccolo ATAF dell'Unione francese.
Air Afrique iniziò un costante declino all'inizio degli anni '80, ma molti anni dopo la compagnia era ancora considerata quella più rispettabile dell'Africa occidentale e persino una delle prime cinque compagnie aeree dell'Africa. La cattiva gestione, la corruzione e la recessione nel settore dell'aviazione dopo gli attacchi dell'11 settembre 2001 hanno portato la compagnia aerea a una crisi che si è conclusa con la sua liquidazione all'inizio del 2002. Anche se c'erano piani per rilanciarla con la creazione di una nuova compagnia, il progetto non si è mai materializzato, poiché è stata sostituita dalla Afrinat International Airlines di breve vita.

## Storia

### I primi anni
Air Afrique venne originariamente concepita nel febbraio 1960 come sussidiaria congiunta di Air France e Union Aéromaritime de Transport (UAT) per rilevare i servizi regionali che queste compagnie aeree operavano in Africa. La nuova compagnia fu registrata nel settembre 1960 come Air Afrique (Société de Transports Aériens en Afrique). Durante la prima conferenza dei paesi francofoni che si tenne ad Abidjan nell'ottobre 1960, il presidente ivoriano Felix Houphouët Boigny raccomandò la costituzione di una compagnia aerea multinazionale. Undici capi di Stato che parteciparono alla successiva conferenza, tenutasi a Brazzaville nel dicembre dello stesso anno, accettarono di formare la società. Gambia, Ghana e Mali decisero di stare alla larga dal progetto, poiché avevano in programma di creare le proprie compagnie aeree con l'aiuto dei sovietici. La formazione della compagnia avvenne durante la terza conferenza, tenutasi a Yaoundé all'inizio del 1961: Air Afrique (Société de Transports Aériens en Afrique) cambiò nome in Société pour le Développement du Transport Aérien en Afrique (SODETRAF). Il Trattato di Yaoundé, firmato il 28 marzo 1961, fondò Air Afrique come joint venture tra Air France e UAT, ciascuna delle quali deteneva una partecipazione del 17%, mentre l'undici ex colonie francesi recentemente indipendenti in Africa occidentale, vale a dire Benin, Burkina Faso, Camerun, Repubblica Centrafricana, Ciad, Costa d'Avorio, Gabon, Mauritania, Niger, Repubblica del Congo e Senegal, contribuirono con il restante 66 % del capitale, stimato in 500 milioni di franchi CFA. Léopoldine Doualla-Bell Smith, assistente di volo, venne invitata a trasferirsi ad Air Afrique nel 1960; era allora l'unica persona di colore qualificata nell'aviazione francese, e così divenne la prima dipendente assunta da Air Afrique.
Cheikh Fall venne nominato primo amministratore delegato della società il 25 giugno 1961. La compagnia iniziò le operazioni il 1º agosto 1961 servendo rotte interne con 12 DC-4 noleggiati da Air France e UAT. Il 15 ottobre 1961, un Lockheed Constellation dell'Air France che ha volò la Parigi-Port Etienne-Dakar- Abidjan-Cotonou-Douala per conto della compagnia inaugurò le operazioni a lungo raggio. Douglas DC-6 furono aggiunti alla flotta all'inizio degli anni '60, anch'essi noleggiati dalla UAT. Il 5 gennaio 1962, il vettore iniziò a utilizzare Boeing 707, affittati da Air France, sulle tratte Parigi-Dakar-Abidjan e Parigi-Douala-Brazzaville; questi furono i primi aerei a reazione introdotti sulle rotte intercontinentali del vettore. Due DC-8 furono i primi jet ordinati dalla compagnia aerea nel dicembre dello stesso anno. Sempre nel 1962, il vettore divenne membro dell'International Air Transport Association.
Nel gennaio 1963, Cheikh Fall fu nominato direttore generale dell'azienda. Union de Transports Aériens (UTA) venne costituita nell'ottobre 1963 dalla fusione di UAT e Transports Aériens Intercontinentaux (TAI). A seguito di ciò, la proprietà di Air Afrique fu riorganizzata, con SODETRAF che acquisì una partecipazione del 28% e il saldo detenuto dagli stati membri. Il primo DC-8 fu consegnato nell'ottobre 1963 ed entrò in servizio un mese dopo; il secondo aereo fu consegnato nel gennaio dell'anno successivo e venne utilizzato sulla rotta per Marsiglia dalla fine del mese. Air Afrique divenne proprietaria dell'intera flotta nel novembre 1963, in seguito a un accordo con UTA. Sempre nel 1963, i voli Hajj, che trasportavano i pellegrini alla Mecca, iniziarono con gli Starliner. Nell'aprile 1964, Air Afrique fu autorizzata a collegare diversi paesi africani con gli Stati Uniti e in novembre la corsa Parigi-Abidjan iniziò a fare scalo a Ginevra su base settimanale.
Nell'aprile 1965, Air Afrique aveva 2.500 dipendenti. A quel tempo, c'erano due DC-8-50 in servizio, insieme a tre DC-4 e quattro DC-6. Quel mese, la rotta per Parigi, che già faceva tappa a Dakar e Ginevra, iniziò a fare scalo a Monrovia. Un mese dopo, i passeggeri di Air Afrique iniziarono a volare negli Stati Uniti assegnati sui voli Pan Am. Sempre nel 1965, la compagnia ordinò due Caravelle; un terzo DC-8, un DC-8F, che sarebbe stato utilizzato per aumentare la capacità, venne ordinato a luglio. Nel 1966, il DC-8F entrò nella flotta e il vettore iniziò a ritirare dal servizio i DC-6. Il Togo divenne il dodicesimo stato ad aderire al consorzio nel 1965, ma fu solo nel 1968 che questo paese partecipò al vettore. Verso la metà degli anni '60, il vettore rilevò le strutture di manutenzione di Air France e UTA situate presso l'aeroporto di Dakar-Yoff. Lì, la compagnia iniziò ad effettuare la manutenzione dei propri aerei e ha intraprese lavori di manutenzione per vettori stranieri, tra cui Air Mauritanie e Air Senegal, e anche per le forze aeree dei paesi vicini. Un altro centro di manutenzione si trovava all'aeroporto di Douala. Tuttavia, importanti lavori di manutenzione furono forniti dalla UAT all'aeroporto di Le Bourget.
Air Afrique ricevette due Caravelle 11R, una versione mista passeggeri-cargo del Caravelle 10R, nel settembre 1967. All'epoca furono venduti due DC-4 per consentire alla compagnia di sostenere i costi di questi nuovi velivoli. I Caravelle furono schierati sulle rotte africane, in sostituzione dei DC-6. Nel 1968, un altro DC-8-50 si unì alla flotta. A quel punto, la rete comprendeva 22 paesi africani, insieme a Bordeaux, Lione, Marsiglia, Nizza e Parigi in Francia, Ginevra in Svizzera e New York negli Stati Uniti (in accordo con Pan Am).

### Gli anni '70
La compagnia ordinò due McDonnell Douglas DC-10-30 nel febbraio 1970, aumentando l'ordine con un altro velivolo nello stesso anno. Con l'aumento del turismo in Africa, nel marzo dello stesso anno la compagnia aerea acquistò una partecipazione del 51% nella Société de Développement Hôtelier & Touristique en Afrique d l'Ouest; Air Afrique deteneva anche partecipazioni in agenzie turistiche. Ad aprile dello stesso anno, il numero di dipendenti era 3.370 e il parco aeromobili si trovava a tre DC-8, un DC-8F, due Caravelle 11R, un DC-3 e quattro DC-4. Nel dicembre 1970, un DC-8-63CF entrò nella flotta e furono acquistati due NAMC YS-11A; questi aerei turboelica furono trasferiti ad Air Ivoire nel 1972. Air Afrique iniziò i voli a New York nel gennaio 1971, utilizzando i DC-8-63. Nell'agosto dello stesso anno, il presidente della Repubblica Centrafricana Jean Bedel Bokassa dichiarò che il suo paese avrebbe lasciato il consorzio per formare la propria compagnia aerea, Air Centrafrique; i piani di ritiro furono accantonati. Poco tempo dopo, il presidente del Camerun Ahmadou Ahidjo era scontento della compagnia aerea sia per la mancanza di camerunesi in posizioni di vertice sia per l'ubicazione della sede centrale ad Abidjan, poiché Douala era la città con il più alto traffico tra i punti serviti dal vettore all'epoca in Africa, e Ahidjo credeva che la sede principale dovesse essere lì. A settembre, il Camerun ritirò il proprio sostegno dal consorzio per gestire la propria compagnia di bandiera, la Cameroon Airlines, fondata il 26 luglio 1971. La proprietà venne riorganizzata dopo la separazione del Camerun, con i restanti paesi azionisti partecipanti con il 6,18% ciascuno e SODETRAF che manteneva il 28%.

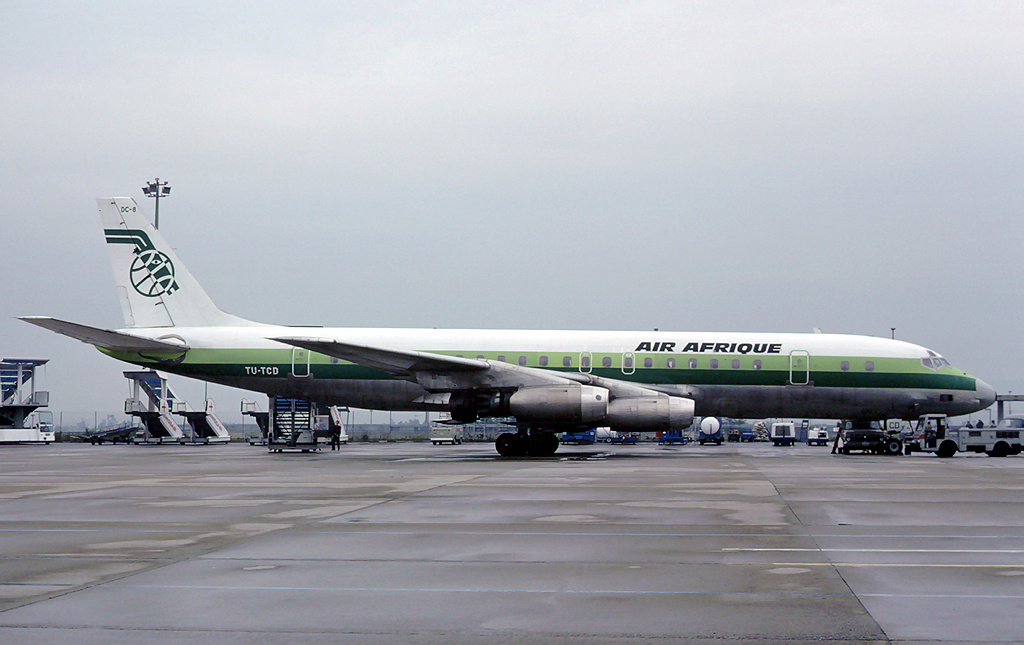
Un Douglas DC-8-30 che entrò nella flotta nel 1963.

Durante il 1971, un terzo Caravelle fu incorporato nella flotta, e la sede regionale per l'Africa centrale fu spostata da Douala, Camerun, a Libreville in Gabon. La mossa fece arrabbiare il presidente ciadiano François Tombalbaye, che minacciò di ritirare il sostegno all'impresa multinazionale nel 1972, cosa che alla fine non si verificò. Il vettore entrò a far parte del sistema di prenotazione di Air France nel 1973. Il primo DC-10-30 di grandi dimensioni, denominato ″Libreville″, venne consegnato il 28 febbraio 1973, arrivando a Dakar il 2 marzo. A partire dal 13 marzo, sostituì i DC-8 sulle rotte Parigi-Bordeaux-Nouakchott -Dakar, Parigi-Dakar-Abidjan, Parigi-Fort Lamy-Dakar-Brazaville, Parigi-Marsiglia-Niamey-Cotonou-Abidjan in modo graduale. Verso la fine del 1973, un quarto Caravelle fu acquisito dalla Royal Jordanian Airlines e un Douglas DC-8-55F entrò nella flotta. Cheikh Fall venne sostituito da Aoussou Koffi alla guida della società nel 1974.
A marzo 1975, la forza lavoro era cresciuta fino a 3.726 e la flotta del vettore comprendeva tre Caravelle (una 10R e due 11R), un DC-3, cinque DC-8 (un DC-8-63CF, un DC-8-30 e tre DC-8-50) e un DC-10-30. Ad agosto venne acquistato un terzo DC-8-55F. Il secondo DC-10-30, ″Cotonou″, entrò a far parte della flotta nel 1976; prima dell'incorporazione, l'aereo era stato consegnato nel giugno 1975 e affittato alla Thai Airways International. Nel 1976, il Gabon lasciò il consorzio e formò l'Air Gabon; la Sierra Leone fu costituita nel 1978. Un terzo DC-10-30 fu ordinato nel 1977 e un Boeing 747-200C nel 1978. Nel 1979, la compagnia fece un ordine con Airbus per un Airbus A300B4, destinato a volare sulla rotta Dakar-Parigi, e due Airbus A310; l'ordine fu successivamente omogeneizzato per includere tre A300B4. Quell'anno fu ordinato anche un Boeing 747F.

### Gli anni '80

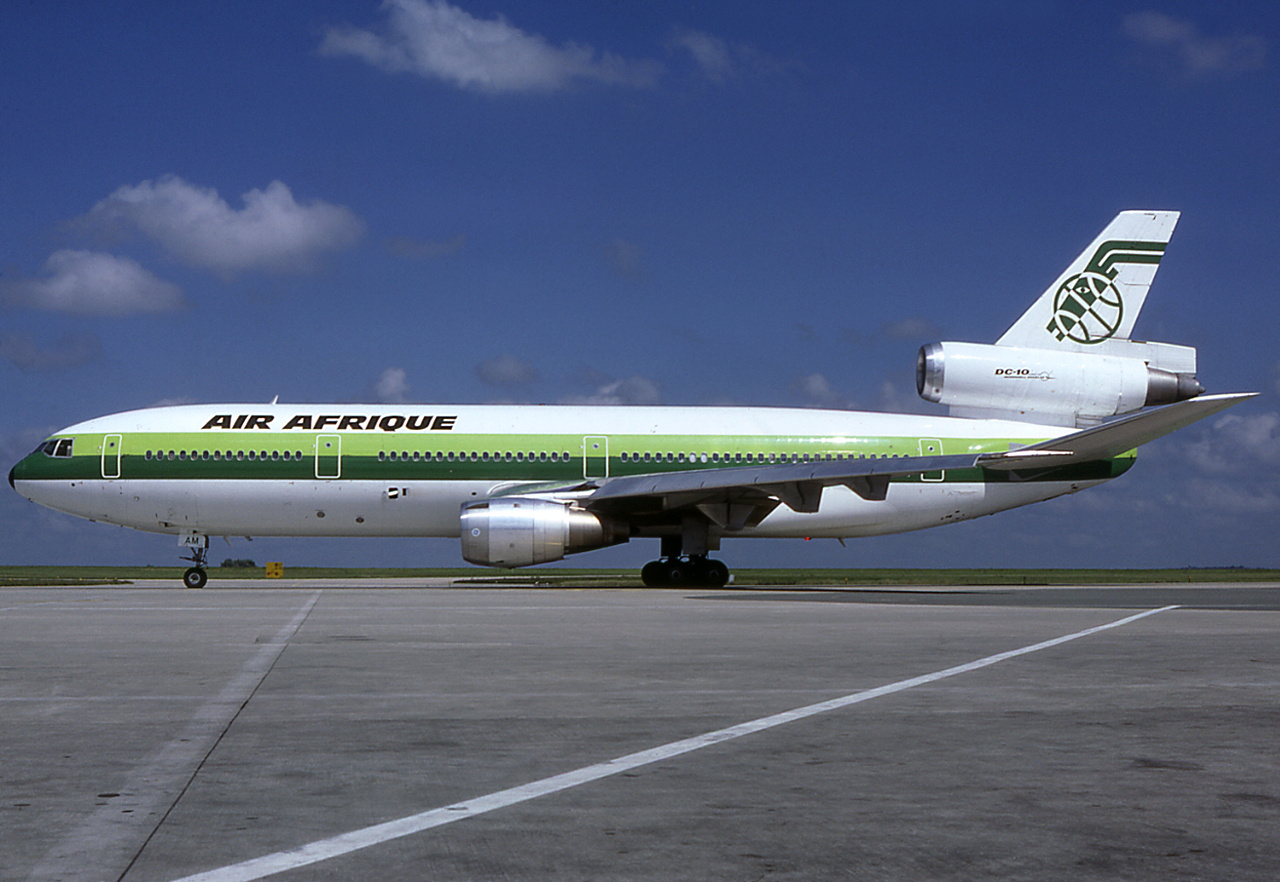
Uno dei DC-10-30 della compagnia visto a Parigi nel 1980.

Nel luglio 1980, la compagnia aerea aveva 5.100 dipendenti e una flotta che comprendeva un paio di Caravelle 10R, tre DC-8-50, due DC-8-50F, un DC-8-63 e tre DC-10-30 che servivano 22 africani nazioni e rotte intercontinentali verso Bordeaux, Ginevra, Lione, Marsiglia, Nizza, New York, Parigi, Roma e Zurigo. Tre aerei (un Airbus A300B4, un Airbus A310 e un Boeing 747-200F) erano in ordine. Un DC-8-55F fu venduto nel 1981 prima dell'incorporazione di nuovi aerei; quell'anno, tre Airbus A300, un Boeing 747-200C e il terzo DC-10-30 di nome Niamey si unirono alla flotta. La compagnia aerea dovette vendere tre Caravelle e due DC-8-63 per contrastare le difficoltà finanziarie derivanti dal declino del numero di passeggeri trasportati nel 1983. Il 1º marzo 1984, un Boeing 747-200F fu noleggiato alla National Airlines, che a sua volta sub-affittatò l'aereo alla Saudi Arabian Airlines. La business class venne introdotta sulla maggior parte degli aerei nel 1984.

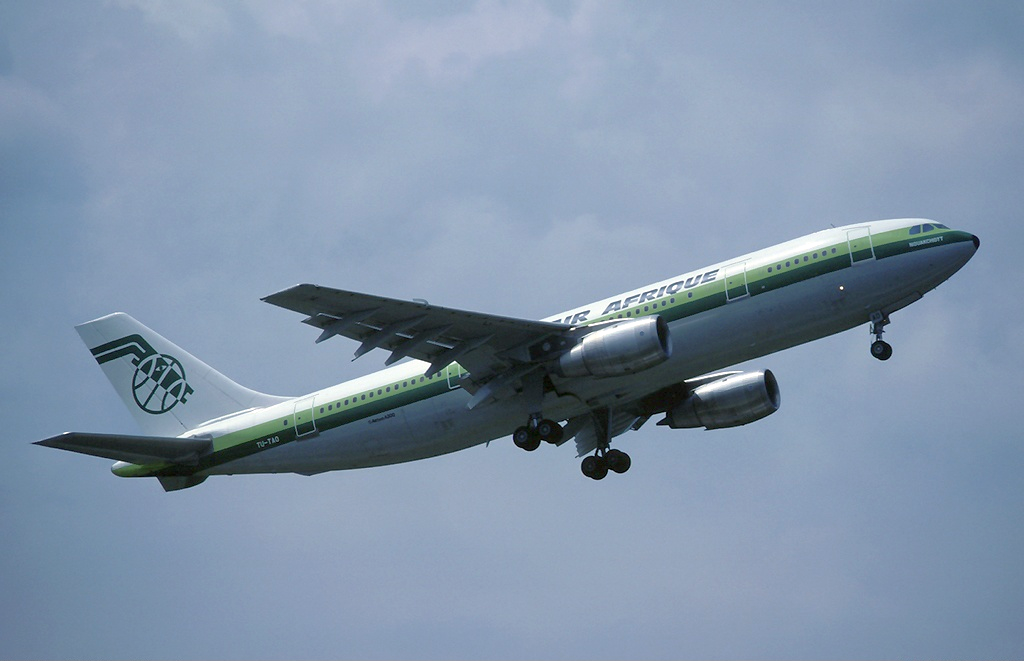
Un A300 in decollo da Ginevra.

Il vettore iniziò un forte declino durante il decennio, subito dopo il completamento dell'"africanizzazione" della compagnia aerea, ovvero i paesi africani che occupavano tutte le prime posizioni. Da quel momento, i voli in overbooking divennero frequenti, i biglietti riservati agli Stati membri non venivano mai pagati e gli orari non venivano rispettati a tal punto che alcuni voli atterravano mezza giornata dopo o addirittura partivano prima del previsto senza alcuna spiegazione. Le perdite ammontavano a 68 milioni di FRF e 6,8 milioni di FRF rispettivamente per il 1983 e il 1984; al contrario, il vettore realizzò un profitto di 17,6 milioni di FRF (2,47 milioni di dollari USA) nel 1985. Il numero di passeggeri trasportati quell'anno fu di 757.000, un aumento del 9,5% rispetto all'anno precedente. In gran parte a causa dell'acquisizione di nuovi aeromobili o di velivoli in wet lease da altre società, all'inizio del 1985 il vettore aveva un debito totale di 250 milioni di USD, con circa un quinto di questo importo dovuto a contributi non pagati dagli Stati membri. Il direttore generale Koffi Aoussou attribuì le perdite all'aumento dei prezzi del carburante (Air Afrique aveva 35 milioni di dollari nel carburante nel 1978 e quasi 63 milioni di dollari nel 1984), al personale in eccesso, all'aumento della concorrenza e alla scarsa performance delle economie dei paesi membri.

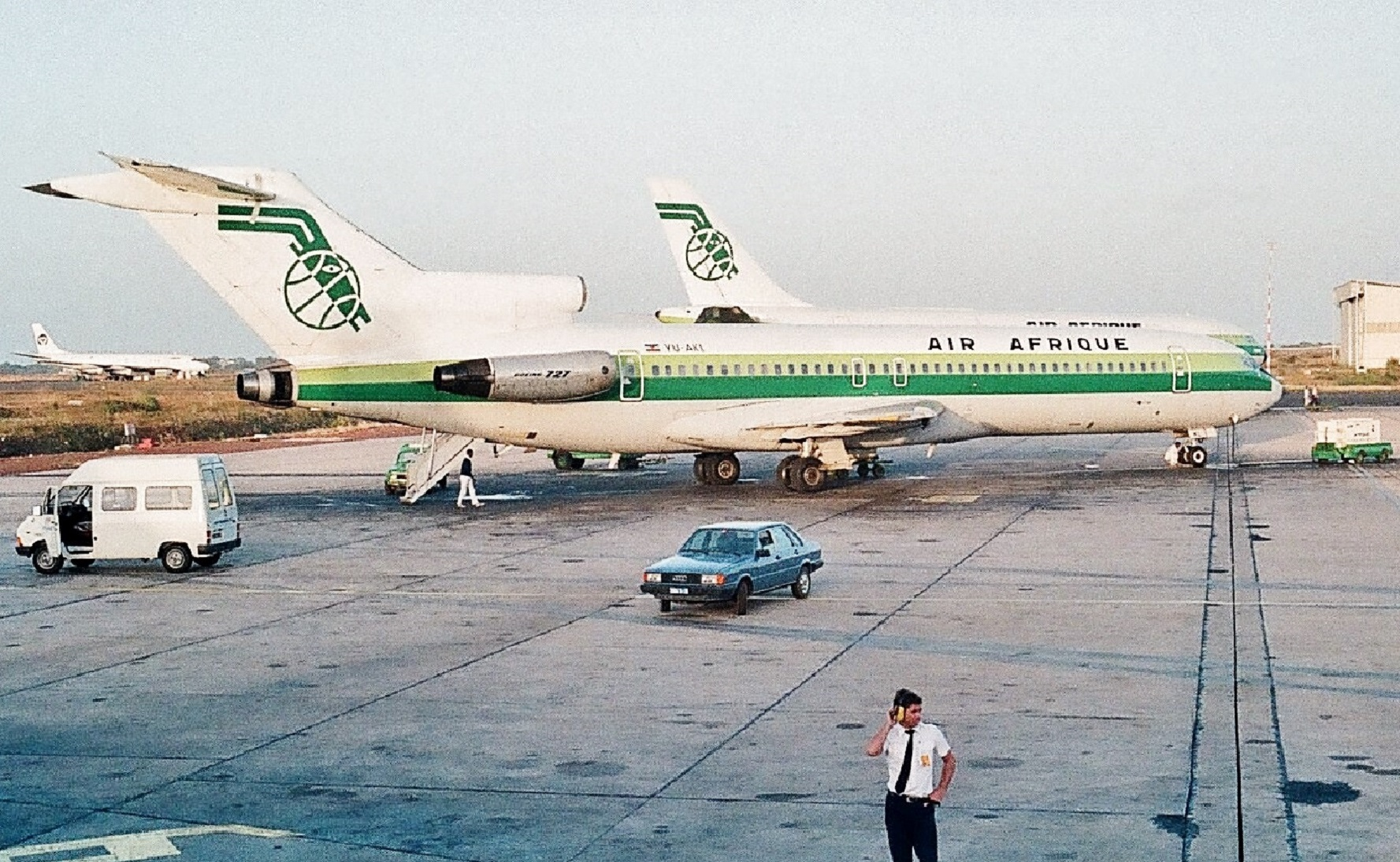
Uno dei Boeing 727 visto a Dakar.

Nel 1985, Auxence Ickonga, ex capo della compagnia petrolifera statale congolese Hydrocongo, succedette all'ivoriano Aoussou Koffi come presidente e direttore generale della compagnia aerea con l'intenzione di ridurre gli stipendi, ridurre il personale di 5.600 dipendenti di 515 e vendere un Boeing 747 per 60 milioni di dollari USA al fine di rendere l'azienda economicamente redditizia. Nel luglio 1986, il rapporto debito/capitale proprio era di 8:1, con obblighi che salivano a 1.800 milioni di FRF. Allo stesso tempo, la flotta comprendeva tre A300, due Boeing 727 (uno noleggiato da Air France e l'altro da JAT), due DC-8 e tre DC-10; il Boeing 747 che Ickonga intendeva vendere per alleviare la crisi finanziaria è stato acquistato dalla Korean Air Lines per 60 milioni di dollari.
Alla fine degli anni '80, Air Afrique aveva accumulato debiti per oltre 200 miliardi di franchi CFA. I membri del consorzio (Benin, Burkina Faso, Repubblica Centrafricana, Ciad, Congo, Costa d'Avorio, Mauritania, Niger, Senegal e Togo) chiesero assistenza alla Francia. Il 2 marzo 1989, Rolland Billecart, un alto funzionario del governo francese, entrò nella compagnia, diventando il primo presidente e amministratore delegato non africano di Air Afrique con l'intenzione di mantenere a galla la compagnia. che includeva la riduzione della forza lavoro di 2.000. La compagnia trasportò 710.498 passeggeri nel 1988 registrando una perdita netta di 288 milioni di FRF per l'anno, mentre un utile netto di 7,3 milioni di FRF (1,3 milioni di dollari USA) fu registrato l'anno successivo, con 754.314 passeggeri trasportati. La forza lavoro venne ridotta di 1.600 unità nel giugno 1989. La nuova direzione fece pressioni per limitare le compagnie aeree straniere a servire i paesi membri affinché Air Afrique potesse trarre vantaggio da questa situazione. Agadez entrò a far parte della rete nell'autunno del 1989. Per un breve periodo a partire dalla fine del 1989, un Lockheed L-1011 da 302 posti, un Boeing 737 da 137 posti e un Boeing 707 Freighter vennero noleggiati da American Trans Air, Aeromaritime e Naganagani, rispettivamente, al fine di integrare la flotta.

### Gli anni '90

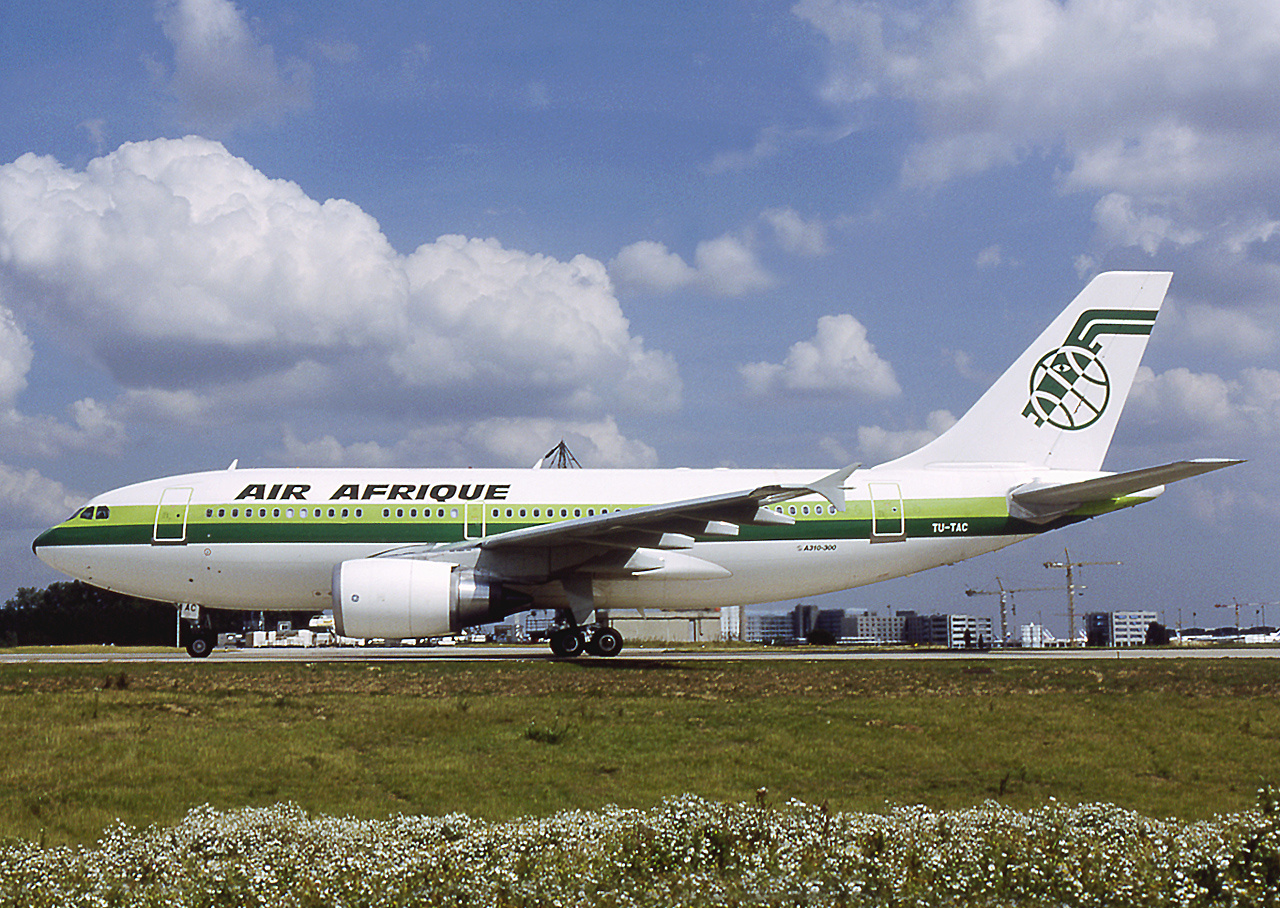
Uno degli Airbus A310-300 acquistati da Air Afrique.

Nel marzo 1990, la flotta era composta da tre Airbus A300B4, un McDonnell Douglas DC-8-63F e tre DC-10-30. A metà del 1990, fu effettuato un ordine per quattro Airbus A310-300 più altre quattro opzioni, con consegne a partire dalla metà del 1992. Nel 1990, Air France divenne l'azionista di controllo di UTA. Ciò portò la partecipazione di UTA in Air Afrique a passare nelle mani di Air France.
Il primo Airbus A310-304 entrò nella flotta nel 1991. Nel 1994, la flotta comprendeva 12 aeromobili e il vettore aveva più di 4.200 dipendenti. La posizione di cassa peggiorò drammaticamente quell'anno dopo una svalutazione del 50% del franco CFA, una situazione che portò al sequestro di un quarto della flotta, a causa di insolvenze sul debito, negli anni successivi. Successivamente, la società già indebitata dovette noleggiare per ovviare alla mancanza di aeromobili. Tuttavia sospese, o ridusse la frequenza su alcune rotte, ed effettuò code-share per altre. Durante il 1995, la compagnia aerea trasportò 761.000 passeggeri, perdendo 19.000.000 USD (equivalenti a 31.879.668 USD nel 2019). Nel 1995, DHL iniziò a partecipare alla compagnia aerea. Un DC-10-30 venne venduto ad AOM French Airlines nel febbraio 1996.
Billecart lasciò Air Afrique nel 1997 e gli succedette Sir Harry Tirvangadum, un cittadino mauriziano, come direttore generale. La direzione di Billecart fu piena di accuse. Affermò di non essere riuscito a ristrutturare la compagnia a causa dell'eccessiva interferenza dei governi che la possedevano, mentre i dipendenti lo accusarono di peggiorare la posizione finanziaria di Air Afrique acquistando quattro Airbus A310-300. Tirvangadum ridusse i debiti a soli 31 miliardi di franchi CFA. Di tutti gli Stati membri, solo la Costa d'Avorio, il Mali e il Senegal fornirono la loro quota su un totale di 20 miliardi di franchi CFA necessari per alleviare le difficoltà finanziarie del vettore in quel momento. Durante il mandato di Tirvangandum, Air Afrique entrò in una partnership con la Banca Mondiale, che mirava a limitare le operazioni all'Africa. Nel luglio 1998, il vettore ridusse la sua flotta da 15 a 11 quando quattro Airbus A310-300 furono restituiti ai creditori. Alla fine di quell'anno, i debiti salirono a circa 300.000.000 di dollari USA (equivalenti a 470.579.829 dollari nel 2019). A quel tempo, undici paesi nella zona CFA erano i principali azionisti della compagnia aerea (70,4%), gli investitori africani e francesi avevano una partecipazione del 13,7%, Air France aveva una quota del 12,2% e DHL possedeva il 3,2%.

### La chiusura

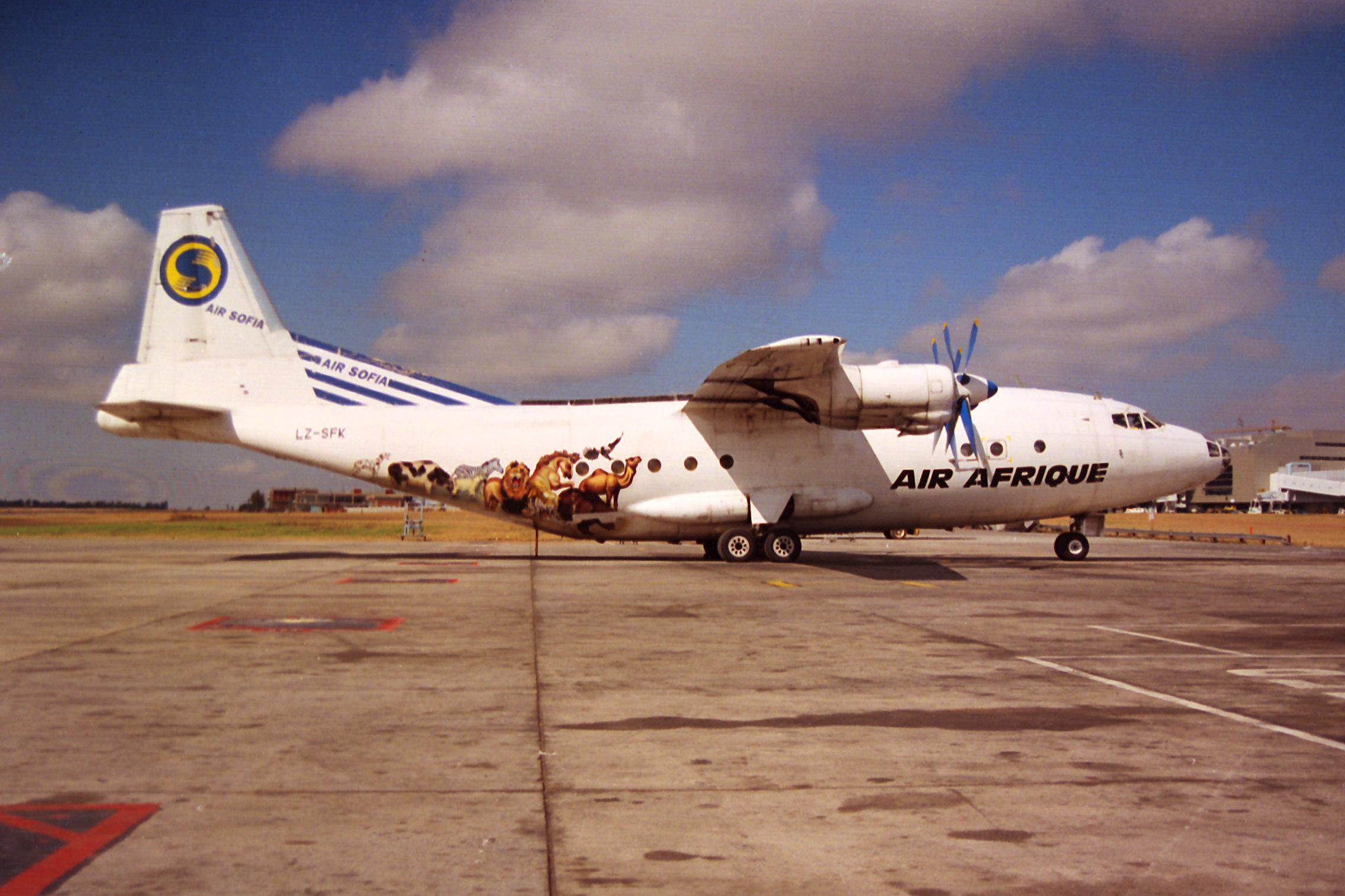
Un Antonov An-12 con una livrea ibrida Air Afrique-Air Sofia.

Ad aprile 2000, il vettore aveva 4.440 dipendenti, la flotta comprendeva un Antonov An-12, due Airbus A300-600R, tre Airbus A300B4-200, due Airbus A310-300, due Boeing 707-320C, cinque Boeing 737-300 e un Boeing 767-300ER, mentre due Airbus A330-200 erano in ordine. Allo stesso tempo, la rete di rotte comprendeva Abidjan, Abu Dhabi, Accra, Atene, Bamako, Bangui, Banjul, Beirut, Bissau, Bordeaux, Brazzaville, Casablanca, Conakry, Cotonou, Dakar, Douala, Ginevra, Gedda, Johannesburg, Lagos, Libreville, Lisbona, Lomé, Malabo, Marsiglia, Monrovia, Nairobi, Ndjamena, New York, Niamey, Nouakchott, Ouagadougou, Parigi, Pointe Noire, Roma e Zurigo. Nel gennaio 2001, Jeffrey Erickson, ex CEO di Trans World Airlines, tentò di ristrutturare il vettore fortemente indebitato, sostenuto sia da una società di consulenza che da una sovvenzione della Banca Mondiale, istituendo un piano di privatizzazione di 14 mesi. A quel tempo gli orari non venivano spesso rispettati poiché la compagnia aerea soffriva di mancanza di aeromobili. Nel giugno 2001, Air Afrique era ancora tra le prime cinque compagnie aeree africane insieme a EgyptAir, Kenya Airways, Royal Air Maroc e South African Airways, ma i debiti erano saliti a 431 milioni di dollari. Nello stesso anno, la compagnia aerea fece appello al vettore francese Air France - ancora un azionista minore di Air Afrique - per la capacità di negoziazione. Air France divenne il principale azionista della società quando la sua partecipazione venne portata al 35% dopo un'iniezione di liquidità. Gli undici governi africani ridussero la propria partecipazione in Air Afrique al 22%, il 5% apparteneva ai dipendenti e la quota rimanente era di proprietà di altri investitori. Il piano che Air France aveva in mente era di chiudere Air Afrique e creare una nuova compagnia aerea con lo stesso nome. Nonostante ciò Air Afrique cessò ogni attività nel gennaio 2002, sulla scia della flessione dell'industria aeronautica creata dagli attacchi del settembre 2001. Meno di un anno prima, l'azienda aveva circa 4.600 dipendenti per servire una flotta di soli sei aerei; al momento della chiusura, aveva un aereo operativo in leasing, e in parte di proprietà di Air Burkina (17%), Air Mali (11,5%) e Air Mauritanie (32%). Il vettore venne dichiarato fallito il 7 febbraio 2002. Air France rilevò la maggior parte delle rotte di Air Afrique.

## Destinazioni
Nel suo periodo di massimo splendore, la compagnia aerea gestiva una vasta rete all'interno dell'Africa centrale e occidentale, oltre a voli per l'Europa e il Nord America. La rete programmata al momento della chiusura comprendeva 22 destinazioni: Abidjan, Atene, Bamako, Bangui, Banjul, Brazzaville, Casablanca, Cotonou, Dakar, Douala, Ginevra, Libreville, Lomé, Marsiglia, N'Djamena, New York, Niamey, Nouakchott, Ouagadougou, Parigi, Point Noire e Roma.

## Flotta
La compagnia aerea operò storicamente un'ampia varietà di aeromobili:
- Airbus A300B2
- Airbus A300B4-200
- Airbus A300-600R
- Airbus A310-300
- Airbus A330-200
- Antonov An-12
- Boeing 707-320
- Boeing 707-320C
- Boeing 727-200
- Boeing 737-200
- Boeing 737-200 Cargo
- Boeing 737-300
- Boeing 747-100
- Boeing 747-200
- Boeing 747-200F
- Boeing 767-300ER
- Caravelle 10R
- Caravelle 11R
- Convair 990
- Douglas C-47 Skytrain
- Douglas DC-3
- Douglas DC-4
- Douglas DC-6
- Douglas DC-8-30
- Douglas DC-8-50
- Douglas DC-8-50F
- Douglas DC-8-63CF
- Hawker Siddeley HS 748
- Lockheed Constellation
- Lockheed Starliner
- Lockheed L-1011 TriStar
- McDonnell Douglas DC-10-30
- McDonnell Douglas MD-11
- McDonnell Douglas MD-81
- NAMC YS-11

## Incidenti
- Il 3 maggio 1963, il Douglas DC-6 di marche F-BIAO si schiantò contro una montagna mentre era diretto a Lagos, non lasciando scampo a nessuno dei 55 a bordo.[49]
- Il 24 luglio 1987, Mohammed Hussein Hariri, un uomo che dichiarava di essere un membro di Hezbollah, dirottò un DC-10 di Air Afrique in rotta da Roma a Parigi. Chiese di essere portato a Beirut e, come segno della sua determinazione, uccise un passeggero francese, uno dei 148 passeggeri a bordo del volo. Egli ferì anche una hostess, che aveva tentato di bloccarlo.[50]